# سلامتی چیست؟
سلامتی چیست (به انگلیسی: What the Health) یک فیلم مستند است که به تأثیر مصرف لبنیات و فراورده های گوشتی بر سلامت انسان و همچنین به انتقاد از سازمان‌های بهداشتی می‌پردازد. این مستند به شدت توسط تعدادی از پزشکان رژیم‌شناسی، متخصصین تغذیه و روزنامه نگاران تحقیقاتی به دلیل مغالطه علت شمردن همبستگی و نقل‌قول گزینشی و همچنین به کارگیری منابع سوگیرانه مورد انتقاد شدید قرار گرفته است.

## خلاصه
این فیلم به نام "فیلم سلامتی که سازمان‌های بهداشتی نمی‌خواهند آن را ببینید" تبلیغ شده و کیپ اندرسون به مصاحبه با پزشکان و سایر افراد در مورد رژیم غذایی و سلامتی می‌پردازد. اندرسون همچنین نشان داده است که در تلاش برای تماس با نمایندگان سازمان‌های بهداشتی مختلف آن‌ها با پاسخ‌های خود ناراضی هستند. از طریق مصاحبه‌های دیگر او ادعا می‌کند ارتباطی بین گوشت، لبنیاتی، و صنایع داروسازی و نیز سازمان‌های مختلف بهداشتی وجود دارد. خلاصه این است که مشکلات جدی سلامت ناشی از مصرف گوشت و محصولات لبنی است و توطئه‌ای برای پوشش دادن آن وجود دارد.

## ساخت
سلامتی چیست نوشته، تولید و اجرا شده توسط کیپ اندرسون و کیگان کوهن، تیم تولید برای راز پایداری مستند.

سلامتی چیست در مارس ۲۰۱۶ توسط کمپین ایندی‌گوگو بنا شد. فیلم در تاریخ ۱۶ مارس ۲۰۱۷ توسط ویمیو به صورت جهانی پخش گردید.

## افراد برجسته
در این فیلم افراد زیر به ترتیب ظاهر شدند:
- مایکل گرگر (پزشک، پرفروشترین نویسنده نیویورک تایمز)
- مایکل کلاپر (پزشک، نویسنده)
- نیل برنارد (پژوهشگر بالینی، نویسنده، رئیس کمیته پزشکان برای پزشکی مسئولانه)
- کالدول اسلستین (برنامه پیشگیری از قلب و عروق، پزشک کلینیک کلیولند، نویسنده)
- کیم ای. ویلیامز (متخصص قلب، رئیس دانشگاه قلب و عروق آمریکا)
- جان مک دگال (پزشک، پرفروشترین نویسنده)
- میشل سیمون (وکیل بهداشت عمومی، نویسنده)
- استیو-او (کمدین، بازیگر در کله‌خر (مجموعه تلویزیونی))
- رایان شاپیرو ((مورخ امنیت ملی، مؤسسه فناوری ماساچوست)
- دیوید کارتر (مدافع سابق لیگ ملی فوتبال (آمریکا))
- تیموتی شیف (قهرمان جهان، نینجای جنگجو)
- تیا بلانکو (شناگر حرفه‌ای با دو مقام قهرمانی)

## پذیرش
این مستند نقد بسیاری از افراد به دلیل شک‌گرایی علمی مربوط به بدرفتاری با واقعیت‌ها است:
- سارا بری، ویرایشگر سلامت شیوه زندگی سیدنی صبح هرالد، پس از آن‌که دوستش یک پیوند به آن را فرستاد، تارنمای مستند را بررسی کرده و آن را واجد شرایط برای شناخت تحقیقات علمی ندانسته است.
- در بررسی فیلم توسط روزنامه نگار تحقیقاتی نینا تیکولز از مهارت‌های سازنده فیلم سازان ستایش کرد اما نتیجه گرفت که ادعاهای فیلم بر اساس شواهد علمی نیست.
- در ۱۱ ژوئیه ۲۰۱۷ دکتر هریت هال پزشک متخصص این فیلم مستند را بررسی کرد. نظر او به شرح زیر خلاصه شده است: "سلامت چیست" معتقد است که تمام بیماری‌های عمده را می توان با از بین بردن گوشت و لبنیات از رژیم غذایی جلوگیری و درمان کرد که این یک جدل برای وگانیسم است.